# Pippa Passes, Kentucky
Pippa Passes är en ort i Knott County i delstaten Kentucky, USA.